# Poliția Locală

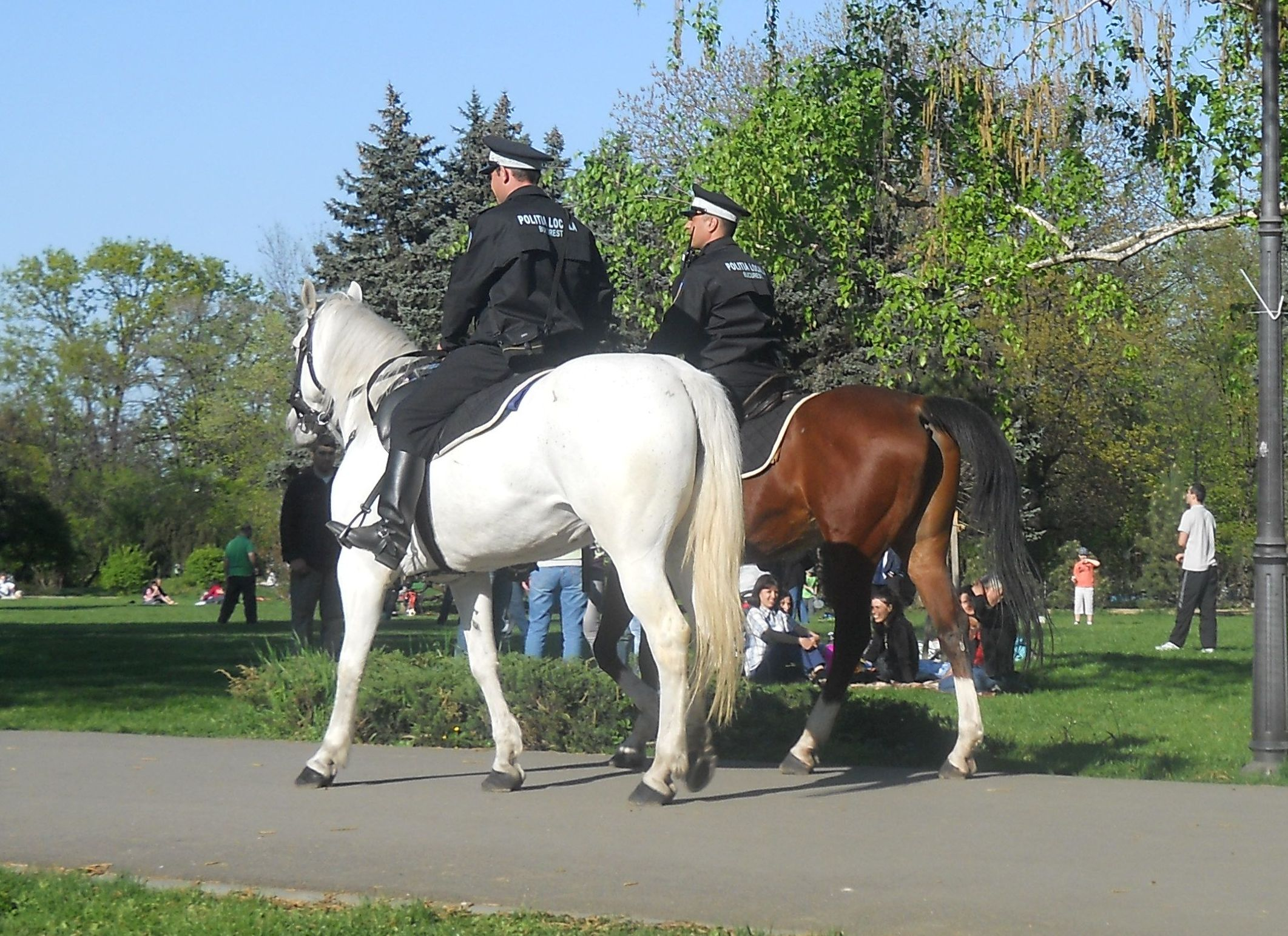
Poliția călare în Parcul Regele Mihai I al României, București

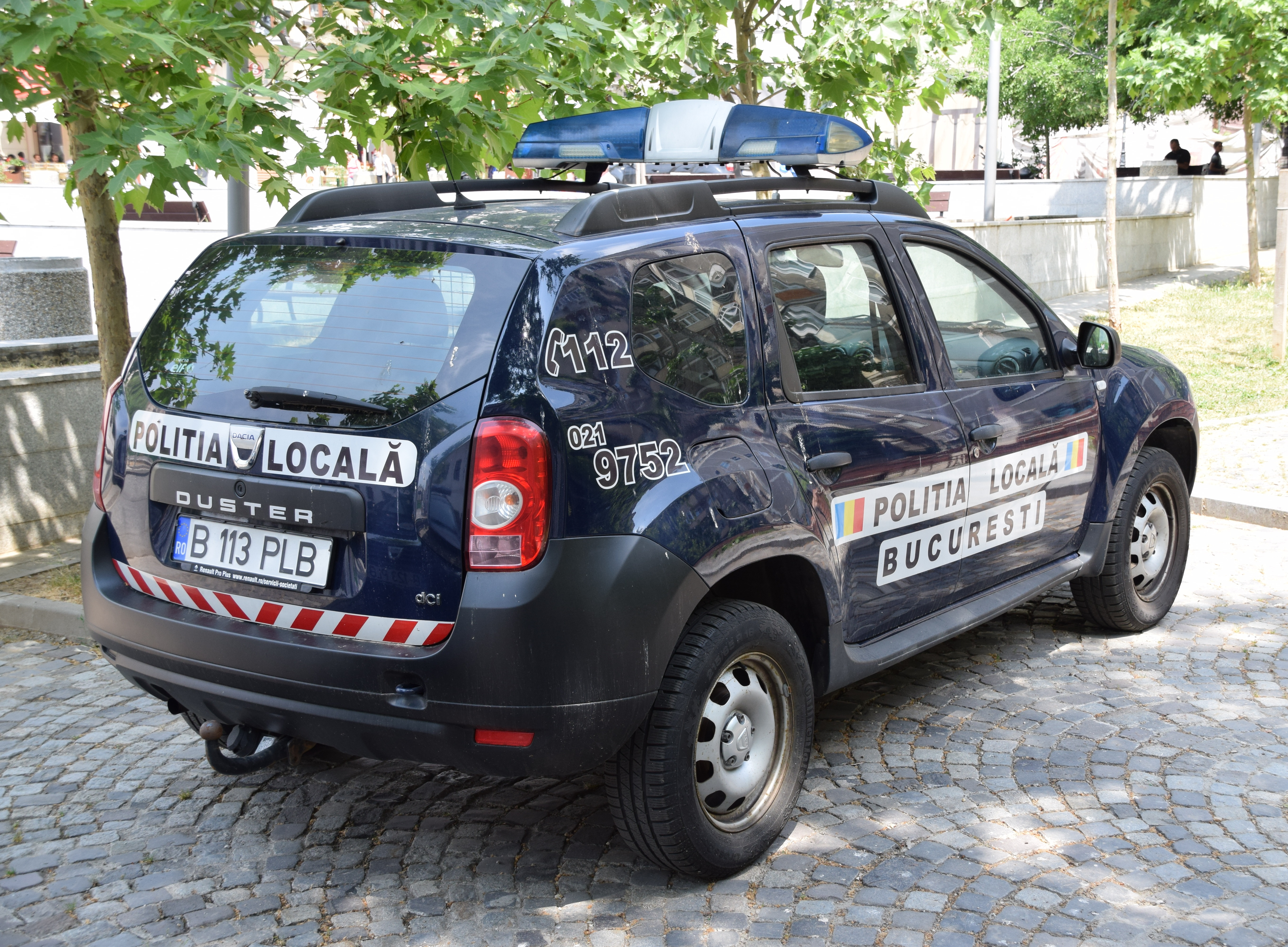
Dacia Duster de la Poliția locală București

Poliția Locală a României este o instituție a Poliției Române care funcționează la nivel local. Poliția Locală a fost înființată în anul 2011 prin Legea nr. 155/2010. Potrivit legii, consiliile municipale nu pot angaja mai mult de un polițist local la fiecare 1.000 de locuitori. Poliția Locală primește în general o mare parte din bugetul unui consiliu orășenesc, dar există controverse cu privire la utilitatea instituției, care a fost criticată pentru slaba coordonare și slaba pregătire a poliției.